# Оперативна група „Вогошћа”
Оперативна група „Вогошћа” је била формација Војске Републике Српске у саставу Сарајевско-романијског корпуса. 

## Историјат
Након одласка јединица Југословенске народне армије са простора СР Босне и Херцеговине у Савезну Републику Југославију, у првој половини маја мјесеца 1992. године, људство које је остало заједно са официрима, подофицирима, војницима по уговору и цивилним лицима, који су били родом са простора БиХ и који су били на располагању Војсци Републике Српске било је нуклеус око којега су формиране јединице ВРС. Тамо гдје није било јединица ЈНА формиране су српске јединице Територијалне одбране, по узору на бившу ТО БиХ. На сјеверозападном дијелу Сарајева, на простору који су покривале српске општине Рајловац и Вогошћа било је и једног и другог начина организовања. Овако формиране јединице биле су уситњене и најчешће без свих потребних организацијско-формацијских елемената. У почетном периоду Одбрамбено-отаџбинског рата, на простору Сарајева и околине, још док су јединице ЈНА биле размјештене на просторима БиХ, пуковник Вукота Вуковић, помоћник команданта за морал, вјерске и правне послове у Школском центру РВ и ПВО у Рајловцу, добио је задатак да са једном мањом јединицом састављеном од војника и старјешина посједне саобраћајно чвориште између Вогошће и Семизовца и обезбиједи несметано одвијање саобраћаја. Када је Школски центар из Рајловца 9.маја напустио касарну у Рајловцу и отишао за СРЈ, пуковник Вуковић није отишао са њима. Остао је и наставио са извршавањем задатка који је раније добио. Међутим, он се није задовољио тиме, него је као искусан официр ступио у контакт са Кризним штабом у Вогошћи и са њима заједно почео да ради на обједињавању свих територијалних јединица Републике Српске БиХ на простору од Бутила у српској општини Рајловац до Мрковића у општини Центар. По наређењу Предсједништва СР БиХ већ је била извршена мобилизација јединица српске ТО и свака српска општина је формирала јединице ТО према својим мобилизацијским могућностима. На простору српске општине Рајловац радило се на формирању Рајловачке лпбр, на простору српске општине Вогошћа на формирању Вогошћанске лпбр и на дијеловима општине Центар, у насељима: Мрковићи, Радава, Пољине и Градац на формирању Кошевске лпбр. Српска општина Центар није била формирана. Поред пуковника Вукоте Вуковића, највеће заслуге за формирање Оперативне групе "Вогошћа" имали су Јован Тинтор и браћа Тробоци. Нема података да је овако формирана Оперативна група "Вогошћа" службено заживјела у СРК али има да је организацијским наређењем Команде СРК о формирању јединица СРК, да би се укрупнили и војнички боље организовали ови састави, између осталих, наређено и формирање Рајловачке, Вогошћанске и Кошевске лпбр.